# Esenbeckia esenbeckii
Esenbeckia esenbeckii är en tvåvingeart som först beskrevs av Christian Rudolph Wilhelm Wiedemann 1830.  Esenbeckia esenbeckii ingår i släktet Esenbeckia och familjen bromsar. Inga underarter finns listade i Catalogue of Life.